# Alexandre Jouravliov
Alexandre Alexandrovitch Jouravliov (en russe : Александр Александрович Журавлёв), né le 2 décembre 1965 à Golychmanovo (oblast de Tioumen, URSS), est un officier russe, colonel général (2017), commandant du district militaire ouest de novembre 2018 à juin 2022. Ancien commandant du district militaire est (22 novembre 2017 - novembre 2018), Héros de la fédération de Russie (2016),.

## Biographie
Au service des forces armées de l'URSS depuis 1982, il est diplômé de l'école supérieure de commandement des blindés de Tcheliabinsk en 1986, de l'académie militaire des forces blindées (en 1996) et de l'académie militaire d'État-major (en 2008).
Il sert initialement dans le groupe armé du centre. Après avoir été diplômé de l'Académie militaire en 1996, il sert dans les troupes du district militaire d'Extrême-Orient, où il passe de chef d'état-major d'un régiment de chars à commandant d'une division de fusiliers motorisés. En 2008, il devient chef d'état-major et premier commandant adjoint de la 58e armée combinée dans le district militaire du Caucase du Nord. Par décret du président de la fédération de Russie du 28 juin 2010, il est nommé commandant de la 2e armée combinée de la Garde du district militaire Volga-Oural.
En décembre 2013, il est nommé au poste de commandant adjoint du district militaire Centre. Le 11 juin 2014, il est promu lieutenant général. À partir de janvier 2015, il est chef d'état-major et premier commandant adjoint du district Militaire Sud.
Au début de l'Intervention militaire de la Russie en Syrie en septembre 2015, il est chef d'état-major du groupement des forces armées de la fédération de Russie en république arabe syrienne. De juillet à décembre 2016, il commande le groupement des forces armées de la fédération de Russie en Syrie. Sous son commandement, les forces aérospatiales russes ont pris une part active à l'attaque d'Alep en septembre-novembre 2016.
À partir de janvier 2017, il est chef adjoint de l'état-major général des forces armées de la fédération de Russie. Le 22 février 2017, il passe colonel général.
En septembre 2017, Jouravliov prend le commandant par intérim du district militaire est. Par décret du président de la Fédération de Russie du 22 novembre 2017, il est nommé commandant du district militaire est. Le 28 novembre 2017, le colonel-général Alexandre Jouravliov reçoit l'étendard du commandant des troupes du district militaire de l'Est .

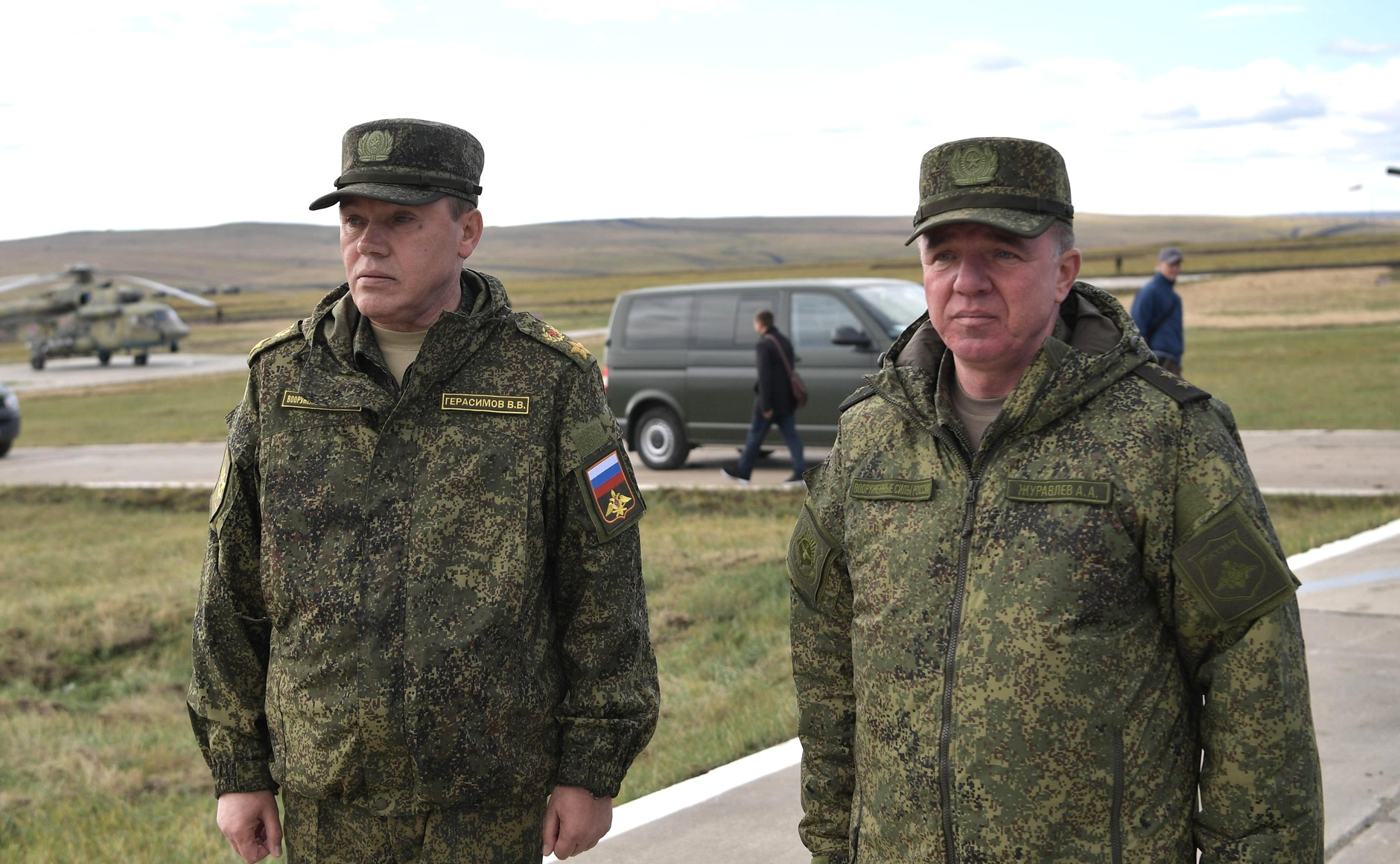
Alexandre Jouravliov (à droite) avec le chef d'état-major général des forces armées Valeri Guerassimov lors des manœuvres Vostok 2018 le 13 septembre 2018.

En novembre 2017, les médias font état de la nomination imminente du colonel-général Alexandre Jouravliov au poste de commandant du Groupement des forces armées de la fédération de Russie en république arabe syrienne. Le 11 décembre 2017, il arrive sur le site du groupement à la base aérienne de Khmeimim et assume ses nouvelles fonctions. C'est le troisième déploiement de Jouravliov en Syrie et le deuxième en tant que commandant du groupe,.
En septembre 2018, il rentre de Syrie et assume les fonctions de commandant du district militaire est. Il est commandant du district militaire ouest de novembre 2018 à juin 2022.
En février 2022, il est accusé par des journalistes occidentaux d'avoir ordonné l'emploi d'armes à sous-munition contre des civils ukrainiens à Kharkiv, lors de l'invasion de l'Ukraine par la Russie, ce qui constituerait un crime de guerre.

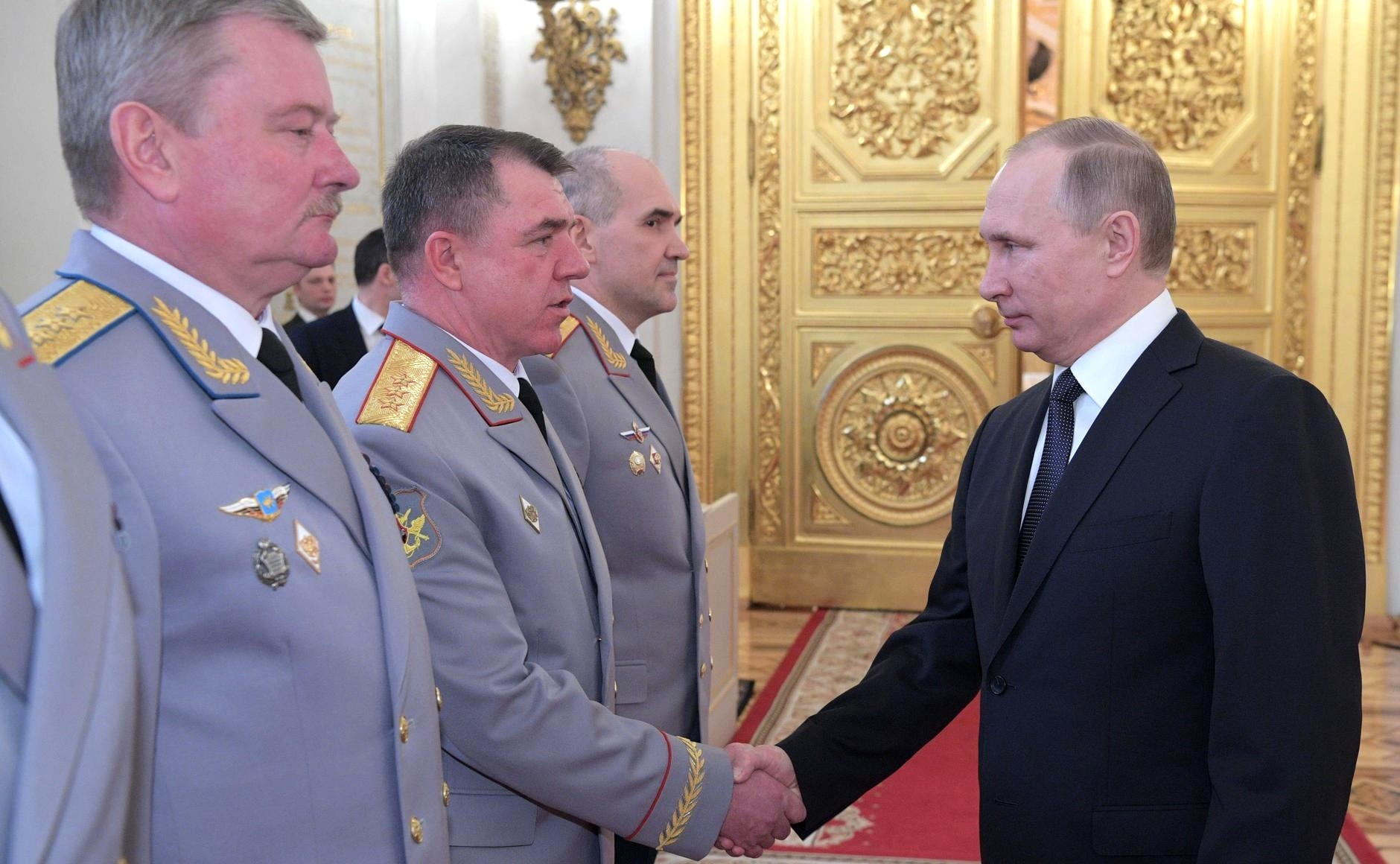
Avec le président russe Vladimir Poutine le 23 mars 2017.